# 2011년 6월
| 2011년: 1월 · 2월 · 3월 · 4월 · 5월 · 6월 · 7월 · 8월 · 9월 · 10월 · 11월 · 12월 |

| <          | 2011년 6월 | 2011년 6월 | 2011년 6월  | 2011년 6월 | 2011년 6월 | >          |
| 일         | 월         | 화         | 수          | 목         | 금         | 토         |
|            |            |            | 1 4.30 정해 | 2 5.1 무자 | 3 2 기축   | 4 3 경인   |
| 5 4 신묘   | 6 5 임진   | 7 6 계사   | 8 7 갑오    | 9 8 을미   | 10 9 병신  | 11 10 정유 |
| 12 11 무술 | 13 12 기해 | 14 13 경자 | 15 14 신축  | 16 15 임인 | 17 16 계묘 | 18 17 갑진 |
| 19 18 을사 | 20 19 병오 | 21 20 정미 | 22 21 무신  | 23 22 기유 | 24 23 경술 | 25 24 신해 |
| 26 25 임자 | 27 26 계축 | 28 27 갑인 | 29 28 을묘  | 30 29 병진 |            |            |

| - 6월 9일 - 카와카미 토모코 - 6월 22일 - 이은미 편집하기 |

## 2011년6월 30일
- 유럽 인권 재판소, 프랑스 정부가 여호와의 증인 종교에 대해서만 차별적으로 종교적 기부금에 60%의 세금을 부과한 것은, 종교의 권리와 자유를 명백히 침해한 것으로 유럽 인권 협약을 위반했다고 판결, 프랑스 국가의 종교 탄압과 차별에 종지부를 찍었다.

## 2011년6월 29일
- 수도권 전철 1호선 월계역과 녹천역 사이 선로 인근 초안산의 산사태로 유실돼 운행에 차질을 빚었다.

## 2011년6월 27일
- 국제형사재판소가 무아마르 알 카다피에 대한 체포영장을 발부하였다.

## 2011년6월 25일
- 6월 25일, 마리오 드라기가 8년 임기의 유럽 중앙은행 총재로 확정되었다.

## 2011년6월 23일
- 네덜란드 법원은 이슬람을 혐오하고 이슬람 경전 쿠란을 비하하는 발언을 해온 네덜란드의 극우 정치인 헤르트 빌더르스에게 무죄 판결을 내렸다.
- 독일을 중심으로 확산되고 있는 슈퍼박테리아가 장출혈성 대장균과 장응집성 대장균이 혼합된 것으로 파악되었다. [깨진 링크(과거 내용 찾기)]

## 2011년6월 22일
- 중화인민공화국의 설치미술가 겸 인권운동가 아이웨이웨이가 중화인민공화국 공안 당국에 체포된 지 80일 만에 석방되었다.

## 2011년6월 19일
- 박태환이 샌타클래라 국제그랑프리 수영대회 남자 자유형 200m 경기에서 대회 신기록과 함께 우승하여 3관왕을 하였다.
- 대한민국의 가수 이은미가 사망하였다.

## 2011년6월 18일
- UN에서 동성애 차별 금지 법안을 채택하였다.
- UN 안전보장이사회가 만장일치로 반기문 사무총장의 단일 후보 추천 결의안을 채택하여 사실상 연임이 확정되었다.

## 2011년6월 17일
- 그리스 행정부는 반정부 시위의 격화로 정국이 불안정한 상황에 빠지자, 긴축 정책을 이끌었던 재무장관을 교체하는 등, 내각 개편을 실시하였다.
- 한국프로축구연맹은 승부조작에 가담한 선수 10명에 대해 K리그 영구 제명이라는 중징계를 내렸다.
- 대한민국 백령도 앞바다에서 규모 4.1의 지진이 발생하였다.

## 2011년6월 16일
- 아이만 알자와히리가 오사마 빈 라덴의 뒤를 이어 알카에다를 지도하게 되었다.
- 캐나다 밴쿠버에서 북아메리카 아이스하키 리그 스탠리컵 결승전 패배에 흥분한 극성팬들로 인해 대규모 폭동이 일어났다.

## 2011년6월 15일
- 대한민국에서 연평도와 백령도 등 서북 5개 도서의 방어를 전담하는 서북도서방위사령부 (서방사)가 창설식을 열고 공식적인 임무 수행에 돌입하였다.

## 2011년6월 14일
- UN은 시리아 봉기로 인한 난민이 적어도 만 명 이상 발생했다고 밝혔다.
- 대한민국 정부는 2012년부터 주5일 수업을 사실상 전면 시행한다고 발표하였다.
- 대한민국의 현대미디어그룹에 소속하였던 종합출판 계열사인 현대엠엔비의 설립 32주년을 맞이하였다.

## 2011년6월 11일
- 조선민주주의인민공화국 주민 9명이 소형 선박을 타고 서해 우도 해상으로 대한민국으로 넘어왔다. 이들은 대한민국으로의 귀순 의사를 표명하였다.

## 2011년6월 10일
- 한국은행 금융통화위원회가 기준금리를 연 3.25%로 인상하였다.

## 2011년6월 6일
- 대한민국 청와대는 국회 사법개혁특위의 대검찰청 중앙수사부 폐지안을 사실상 반대하였다.
- 경부선 의왕역 인근에서 대형 천공기가 전차선 쪽으로 넘어져 약 5~6시간 동안 열차 운행에 차질을 빚었다.

## 2011년6월 5일
- 페루 대통령 선거 결선 투표에서 좌파 성향의 군인 출신 오얀타 우말라 후보가 승리하였다.
- 라파엘 나달이 2011 프랑스 오픈 테니스 대회 남자 단식에서 대회 통산 6번째 우승을 달성하였다.

## 2011년6월 4일
- 오전 1시(JST)경에 일본 후쿠시마 원전 인근에서 규모 5.6의 지진이 발생하였다.

## 2011년6월 3일
- 미국에서 130여명이 안락사를 도와 죽음의 의사로 불리는 잭 케보키언이 사망하였다.

## 2011년6월 2일
- 간 나오토 내각에 대한 불신임 결의안이 일본 중의원에서 부결되어 민주당 정권을 유지하게 되었다.

## 2011년6월 1일
- 독일을 중심으로 확산되고 있는 슈퍼박테리아의 원인으로 지목됐던 스페인산 오이가 원인이 아닌 것으로 확인되었다.
- 국제축구연맹(FIFA) 회장 제프 블라터가 4선에 성공하면서 임기를 4년 연장하였다.
- 대한민국의 아남방송에서 운영한 비지상파 결혼전문채널인 웨딩TV를 개국하였다.